# Црква Рођења Пресвете Богородице у Јелашници
Црква Рођења Пресвете Богородице у Јелашници, насељеном месту на територији општине Сурдулица, православни је храм који припада Епархији врањској Српске православне цркве.
Црква посвећена Рођењу Пресвете Богородице саграђена је 1892. године, а у порти је подигнут споменик борцима у ратовима од 1912. до 1945. године.
Црква је изнутра живописана, а посебно се истичу три композиције: Господ Исус Христос на престолу, Пресвета Богородица са Христом на престолу и Рођење Пресвете Богородице. Иконостас потиче из 1898. године, а на њему се налази 59 икона.
Обнова цркве започета је доласком Епископа врањског Пахомија на трон Епархије врањске, 1992. године. Звоник је обновљен 2003. године, а парохијски дом 2010. године.